# Джон Суигърт
Джон Леонард „Джак“ Суигърт (на английски: John Leonard Swigert) е роден на 30 август 1931 г. в Денвър, Колорадо. Американски тест пилот и астронавт от НАСА. Един от 24-мата астронавти, летели до Луната. Избран за сена в Конгреса на САЩ, но починал преди да встъпи в длъжност, на 27 декември 1982 г.

## Образование
Суигърт завършва гимназия и два колежа в родния си град. След това се дипломира в Университета в Денвър, Колорадо, като бакалавър по инженерна механика. Има и две магистърски степени: по аерокосмическа наука от Политехническия институт в Ню Йорк и бизнес администрация от Университета в Хартфорд, Кънектикът.

## Пилот
Той е на служба във военновъздушните сили на САЩ от 1953 до 1956 г. Завършва пилотски курс в авиобазата „Нелис“ и става боен пилот. Първоначално служи в Япония, а след това и в Корея. След 1957 г. Суигърт става тест пилот в корпорациите Pratt & Whitney – 1957 до 1964 г. и North American Aviation, Inc. – 1964 до 1966 г. Междувременно служи и в Националната гвардия (на Масачузетс – от септември 1957 до март 1960 г. и на Кънектикът – от април 1960 до октомври 1965 г.).

## Служба в НАСА
Джон Суигърт е избран от НАСА на 4 април 1966 г. за член на Астронавтска група № 5. Като специалист по космически кораби, започва веднага подготовка за пилот на командния модул на Аполо. Назначен е в дублиращия екипаж на Аполо 13, но три дни преди началото на мисията заменя в основния екипаж Томас Матингли. Своя единствен космически полет извършва от 11 до 17 април 1970 г. Това е един от най-драматичните космически полети в историята. След него Суигърт получава назначение като пилот на командния модул на полета Аполо - Союз, но по-късно е заменен с Ванс Бранд.

## Политическа кариера
Суигърт е номиниран за сенатор от Републиканската партия в Колорадо. На местните избори през ноември 1982 г. в 6-и избирателен район, той нанася съкрушително поражение на кандидата на Демократическата партия Стив Хоган – 62,2 срещу 35,6 процента, и с лекота печели място в Конгреса на САЩ. Умира от злокачествен мозъчен тумор на 27 декември 1982 г., преди да заеме новата си длъжност.

## Награди
- Президентски „Медал на Свободата“, 1970 г.